# Янцзи-хуайхеський говір
Янцзи-хуайхеський говір або говір Цзян-Хуай (спрощ.: 江淮官话; кит. трад.: 江淮官話; піньїнь: jiānghuái guānhuà, чжун'юань ґуаньхуа) — діалект, яким розмовляють мешканці межиріччя Янцзи і Хуайхе на сході Китаю. 
Належить до східних говорів північного наріччя китайської мови. Наближений до розмовної китайської мови путунхуа. 
Поширений в Нанкіні, на півночі провінцій Цзянсу та Аньхой, а також північному заході та сході провінції Хубей. Названий на честь річок Янцзи (Цзянхе) та Хуайхе. Зберігає багато архаїзмів середньовічної китайської мови. 
Кількість мовців на 1988 рік становила близько 67,2 мільйонів осіб.